# Vlahovo, Žitorađa
Vlahovo (izvirno srbsko Влахово) je naselje v Srbiji, ki upravno spada pod Občino Žitorađa; slednja pa je del Topliškega upravnega okraja.

## Demografija
V naselju živi 406 polnoletnih prebivalcev, pri čemer je njihova povprečna starost 42,1 let (42,2 pri moških in 42,0 pri ženskah). Naselje ima 144 gospodinjstev, pri čemer je povprečno število članov na gospodinjstvo 3,51.
To naselje je, glede na rezultate popisa iz leta 2002, večinoma srbsko, a v času zadnjih treh popisov je opazno zmanjšanje števila prebivalcev.
|  |

| Demografija | Demografija     | Demografija     |
| Leto        | Št. prebivalcev | Št. prebivalcev |
| ----------- | --------------- | --------------- |
|             |                 |                 |
|             |                 |                 |
|             |                 |                 |
|             |                 |                 |
| 1948        | 650             |                 |
| 1953        | 674             |                 |
| 1961        | 699             |                 |
| 1971        | 668             |                 |
| 1981        | 627             |                 |
| 1991        | 581             | 569             |
| 2002        | 512             | 506             |
|             |                 |                 |

| Etnična sestava po popisu iz leta 2002 | Etnična sestava po popisu iz leta 2002 | Etnična sestava po popisu iz leta 2002 | Etnična sestava po popisu iz leta 2002 | Etnična sestava po popisu iz leta 2002 |
| -------------------------------------- | -------------------------------------- | -------------------------------------- | -------------------------------------- | -------------------------------------- |
| Srbi                                   | Srbi                                   |                                        | 477                                    | 94,26%                                 |
| Romi                                   | Romi                                   |                                        | 24                                     | 4,74%                                  |
| Neznano                                | Neznano                                |                                        | 5                                      | 0,98%                                  |